# اوکیناوا سلولار
اوکیناوا سلولار (انگلیسی: Okinawa Cellular) شرکت مخابرات ژاپنی است، که در سال ۲۰۰۰ تأسیس شد.